# HP SureSupply
HP SureSupply est un outil de software libre pour imprimantes. Ce logiciel est développé et distribué par Hewlett-Packard. 
Les utilisateurs des imprimantes HP sur lesquelles SureSupply est activé pourront gérer et acheter en ligne la Cartouche d'encre-toner à travers les distributeurs préférentiels ou sur la Boutique HP.

## Histoire
1999 – HP commence à offrir la technologie automatisée de commande de toner pour impression laser.
2000 – Elle sort sur le marché pour la première fois aux États-Unis.
2004 – Le programme est étendu aux cartouches des imprimantes à jet d'encre, et il est appelé SureSupply.
Peu à peu, SureSupply est utilisé en dehors des États-Unis, et on le trouve aujourd’hui dans le monde entier (voir ci-dessous la liste complète des pays).
En 2008, SureSupply a reçu en Europe plus de 3 millions de visites, et il compte actuellement presque 4 millions de visites.
| États-Unis  | Suède               | Bulgarie       |
| Chine       | Belgique            | Ukraine        |
| Royaume-Uni | République tchèque  | Afrique du Sud |
| Brésil      | Venezuela           | Indonésie      |
| Espagne     | Colombie            | Porto Rico     |
| France      | Thaïlande           | Croatie        |
| Corée       | Arabie Saoudite     | Équateur       |
| Allemagne   | Portugal            | Slovénie       |
| Turquie     | Pérou               | Lituanie       |
| Taïwan      | Norvège             | Vietnam        |
| Russie      | Malaisie            | Estonie        |
| Hollande    | Singapour           | Lettonie       |
| Pologne     | Chili               | Paraguay       |
| Canada      | Autriche            | Bolivie        |
| Australie   | Roumanie            | Biélorussie    |
| Mexique     | Grèce               | Luxembourg     |
| Italie      | Finlande            | Chypre         |
| Inde        | Hongrie             | Serbie         |
| Argentine   | Nouvelle-Zélande    | Uruguay        |
| Danemark    | Israël              | Kazakhstan     |
| Japon       | République slovaque |                |
| Suisse      | Philippines         |                |
| Hong-Kong   | Irlande             |                |

La liste est affichée en ordre décroissant du nombre de visites

## Fonctionnalités
SureSupply avertit automatiquement l’utilisateur lorsque la cartouche d'encre ou le toner de l’  imprimante HP est presque épuisé, et invite le client à simplifier le processus d’achat en les achetant en ligne. Le délai de livraison est de 3 jours. 
Si le client accepte, le service transmet les renseignements nécessaires (modèle d'imprimante et cartouche-toner compatible) à la plateforme SureSupply par Internet. Le client n'a plus qu'à sélectionner les produits dont il a besoin et à choisir le fournisseur auquel il souhaite les acheter. 
SureSupply fournit un accès direct aux sites Internet des fournisseurs associés, et remplit le panier virtuel de l’utilisateur avec la cartouche ou le toner choisi par le client. Cela évite à l’utilisateur d’avoir à chercher les références des accessoires et de se demander s’il a choisi la bonne cartouche pour son imprimante.

 Structure du Processus

## Compatibilité de l’imprimante
SureSupply est disponible pour les imprimantes laser et jet d’encre HP acquises à partir de 2004. Pour les imprimantes sur lesquelles SureSupply n’est pas activé, il est possible de le télécharger depuis le site Internet.